# Transporthubschrauberregiment 30
Das Transporthubschrauberregiment 30 „Tauberfranken“ (TrspHubschrRgt 30) ist ein Heeresfliegerregiment der Bundeswehr. Es ist wie alle übrigen Heeresfliegerverbände der Division Schnelle Kräfte unterstellt und auf dem Heeresflugplatz Niederstetten stationiert. Daneben unterhält die 7. Staffel des Regiments zwei SAR-Kommandos auf den Fliegerhorsten Holzdorf und Nörvenich.

## Auftrag
Das Regiment hat den Auftrag, Transportraum für die Unterstützung der Kampftruppen und zur Ausbildung und Übung bereitzustellen. Des Weiteren stellt es Einsatzkräfte für Einsätze im In- und Ausland. Es leistet aber auch Katastrophen- und Feuerlöschhilfe aus der Luft und führt Evakuierungseinsätze im Notfall durch. Anders als das Schwesterregiment 10 hat das Transporthubschrauberregiment 30, als einzige Einheit der Heeresflieger, noch den Auftrag, den Such- und Rettungsdienst Land, im Sinne der Chicagoer Verträge, sicherzustellen.

## Geschichte
Das Regiment wurde am 1. April 1971 als leichtes Heeresfliegertransportregiment 30 (leHFlgTrspRgt 30) in Fritzlar auf dem Heeresflugplatz Fritzlar (Georg-Friedrich-Kaserne) aufgestellt. Es entstand aus Teilen der Heeresfliegerbataillone 2, 5 (3./–) und 12.
Das Heeresfliegerbataillon 2 (HFlgBtl 2) war am 1. Oktober 1966 in Fritzlar aufgestellt worden.
Die 3./Heeresfliegerbataillon 5 war am 1. Oktober 1969 in Fritzlar aufgestellt worden, wohingegen das übrige Heeresfliegerbataillon 5 in Mendig stationiert war und 1971 im mittleren Heeresfliegertransportregiment 35 (ab 1979: Heeresfliegerregiment 35) am selben Standort aufging.
Das Heeresfliegerbataillon 12 (HFlgBtl 12) ging aus der Heeresfliegerstaffel 10 (HFlgStff  10) hervor, die 1961 in Rheine-Bentlage aufgestellt worden war, im gleichen Jahr nach Niederstetten verlegt wurde, zum 1. Dezember 1961 zum Heeresfliegerbataillon 10 (HFlgBtl 10) umgegliedert wurde und zum 1. April 1964 die Bezeichnung Heeresfliegerbataillon 12 erhielt.
Am 1. Oktober 1979 wurde dieses in Heeresfliegerregiment 30 (HFlgRgt 30) umbenannt und zum 1. Juli 1980 zurück nach Niederstetten verlegt. Zum 1. Oktober 2003 erfolgte die Umbenennung in leichtes Transporthubschrauberregiment 30 (leTrspHubschrRgt 30). Zum 1. Juli 2008 gliederte es sich in das Transporthubschrauberregiment 30 um.
Zum 1. Oktober 1979 wurde es im Rahmen der Heeresstruktur 4 neugegliedert und 1980 als leichtes Heeresfliegerregiment 30 auf den Heeresflugplatz Niederstetten verlegt, um den Flugplatz Fritzlar für die Neuaufstellung des späteren Kampfhubschrauberregiments 36 freizugeben.
Das Regiment wurde am 1. Oktober 2003 im Rahmen des Projekts „Heer der Zukunft“ von Heeresfliegerregiment 30 in Transporthubschrauberregiment 30 umbenannt. Das Regiment verfügte zu dieser Zeit noch über den leichten Transporthubschrauber Bell UH-1D.
Am 17. Dezember 2013 erfolgte in Fritzlar die Außerdienststellung der Luftbeweglichen Brigade 1 durch den Brigadeführer Oberst Michael Mittelberg. Gleichzeitig wurden die verbleibenden Hubschrauberverbände des Heeres, das Transporthubschrauberregiment 10 mit dem Transporthubschrauber NH90, das Transporthubschrauberregiment 30 mit dem Transporthubschrauber UH-1D sowie das Kampfhubschrauberregiment 36 in Fritzlar mit dem Kampfhubschrauber „Eurocopter Tiger“ der Division Luftbewegliche Operationen in Stadtallendorf unterstellt. Zum 1. Januar 2014 erfolgte die Umbenennung der Division Luftbewegliche Operationen in Division Schnelle Kräfte.
Die in die Jahre gekommene Bell UH-1D sollte bereits ab Mitte 2014 durch den Transporthubschrauber NH90 abgelöst werden. Den ersten von geplanten 36 NH90 wurde im Dezember 2014 dem Transporthubschrauberregiment 30 übergeben.
Eine gemischte Heeresfliegerabteilung aus beiden mit NH90 ausgerüsteten Heeresfliegerregimentern sowie belgischen Kräften war 2017 und 2018 bei MINUSMA in Mali eingesetzt.
Im Juli 2019 waren vier NH90 mit Löschwasser-Außenlastbehältern zur Bekämpfung des Waldbrandes in Lübtheen eingesetzt.
Mit mehrjähriger Verzögerung erhielt die Bundeswehr von 2019 bis 2021 sieben neue Hubschrauber vom Typ Airbus H145 LUH SAR für den Such- und Rettungsdienst im Inland. Damit wurden auch die letzten der über Jahrzehnte genutzten Bell UH-1D ersetzt.
Am 14. September 2022 wurde dem Transporthubschrauberregiment 30, zusammen mit dem Transporthubschrauberregiment 10, in Faßberg durch den stellvertretenden Inspekteur des Heeres, Generalleutnant Johann Langenegger die ersten beiden Fahnenbänder „Einsatz“ der Bundeswehr verliehen.
Am 23. Oktober 2023 erhielt das Transporthubschrauberregiment 30 durch den Inspekteur des Heeres, Generalleutnant Alfons Mais, und den baden-württembergischen Innenminister, Thomas Strobl (CDU), den Beinamen „Tauberfranken“ verliehen. Am gleichen Tag erfolgte die Verleihung des Fahnenbandes Einsatz für die Mission MINUSMA durch den stellvertretenden Divisionskommandeur der Division Schnelle Kräfte, Ullrich Ott.

## Gliederung
- Der Stabszug unterstützt den Regimentskommandeur und seinen Stab bei der Führung des Regiments.
- 1. (Stabs- und Versorgungs-) Staffel: Sie unterstützt den Stab bei der Führung und Versorgung des Regiments mit Betriebsstoff, Munition und Verpflegung.
- 2. (fliegende) Staffel: NH90-Einsatzstaffel 1
- 3. (fliegende) Staffel: NH90-Einsatzstaffel 2
- 4. (technische) Staffel: Luftfahrzeugtechnische Unterstützungs- und Flugbetriebsstoffstaffel
- 5. (technische) Staffel: Kontrolle und Wartung der Hubschrauber
- 6. (technische) Staffel: Instandsetzungsstaffel für Luftfahrzeuge und die notwendigen Bodendienstgeräte
- 7. (fliegende) Staffel: Die frühere Einsatzgruppe UH-1D SAR führt den SAR-Flugbetrieb (Land) der Bundeswehr durch; seit 2020/21 mit dem H145M anstelle der UH-1D (das SAR-Kommando in Niederstetten seit Juli 2020, das in Nörvenich seit Dezember 2020 und das in Holzdorf seit April 2021).[14][15]

## Einsätze
Das Heeresfliegerregiment 30 stellt 1993 einen Beitrag für das Einsatzkontingent in Somalia.
1996 werden die ersten 30 Soldaten des Regimentes in den IFOR Einsatz entsandt.
Das Heeresfliegerregiment 30 ist ab November 1999 Kontingentverband für III. Kontingent GECONKFOR
und V. Kontingent GECONSFOR  und stellt dazu wesentliche Teile der leichten Transporthubschrauber-Komponente des
gemischten Heeresfliegereinsatzverbandes im Kosovo. Nach 12 Jahren beendet das nun umbenannte Transporthubschrauberregiment 30 im Jahr 2011 seinen Einsatz im Kosovo.
2017 werden Piloten, Techniker  und Luftfahrzeuge des Regiments erstmals als Verband in Mali eingesetzt. 2022 stellt das Regiment erneut einen Verband für MINUSMA ab.
2020 zum Ende des Afghanistaneinsatzes stellt das Transporthubschrauberregiment 30 die AirMedEvac-Komponente für Resolute Support und die aus Afghanistan abziehenden Truppen.
- 1993: Einsatzkontingent Somalia

- 1996: IFOR

- 1999–2011: KFOR (Von 2001 bis 2011 Heeresfliegerleitverband)[16]

- 2017: MINUSMA[17]

- 2020: RS[18]

- 2022: MINUSMA[19]